# Prionostemma aureopictum
Prionostemma aureopictum is een hooiwagen uit de familie Sclerosomatidae.